# Людовик XV
Людовик XV (фр. Louis XV), официальное прозвище Возлюбленный (фр. Le Bien Aimé; 15 февраля 1710[…], Версаль — 10 мая 1774[…], Версаль) — король Франции c 1 сентября 1715 года из династии Бурбонов. Его царствование — одно из самых длительных в мировой истории (58 лет), второе во французской истории по продолжительности после его прадеда, предыдущего короля Франции Людовика XIV. Оно характеризуется расцветом французской культуры, так называемой эпохой рококо, но его многолетнее правление ознаменовалось постепенным упадком экономики и нарастанием напряжённости в стране, что в конечном счёте привело спустя 15 лет после его смерти к свержению монархии Бурбонов.

## Детство

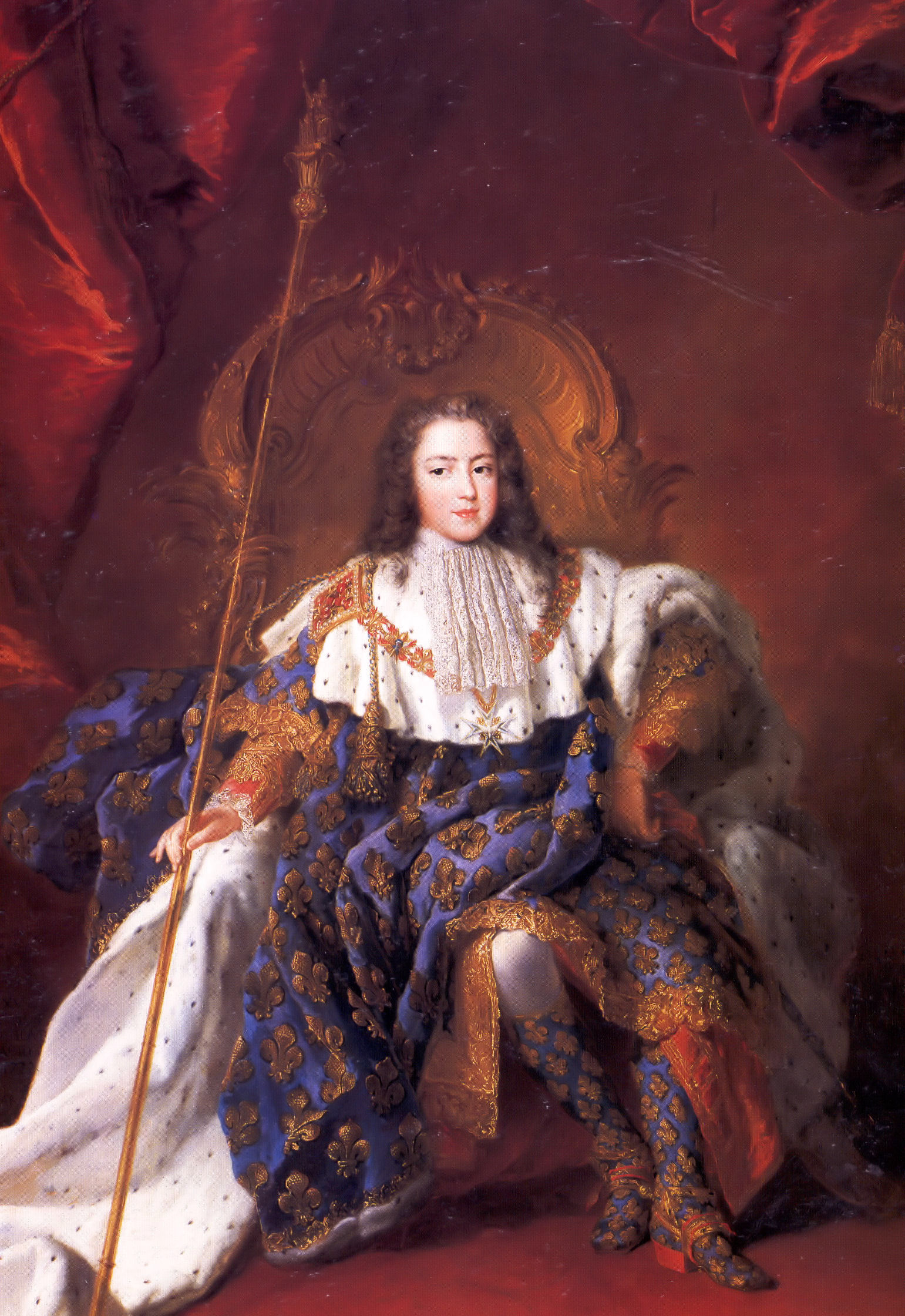
Людовик XV в подростковом возрасте

Правнук Людовика XIV, будущий король (с рождения носивший титул герцог Анжуйский) сначала был лишь четвёртым в очереди на престол. Однако в 1711 году скончался дед мальчика, единственный законный сын Людовика XIV Великий Дофин. В начале 1712 года от кори один за другим умерли родители Людовика, герцогиня (12 февраля) и герцог (18 февраля) Бургундские, а затем (8 марта) и его старший 5-летний брат герцог Бретонский. Сам двухлетний Людовик выжил лишь благодаря настойчивости его воспитательницы герцогини де Вантадур, не давшей докторам применить к нему сильные кровопускания, погубившие старшего брата. Кончина отца и брата сделала двухлетнего герцога Анжуйского непосредственным наследником своего прадеда, он получил титул дофина Вьеннского.
В 1714 году погиб, не оставив наследников, дядя Людовика герцог Беррийский. Ожидалось, что он будет регентом при племяннике, так как другой его дядя, Филипп V Испанский, в 1713 году по Утрехтскому миру отрёкся от прав на французский престол. Судьба династии, которая ещё несколько лет назад была многочисленной, зависела от выживания одного-единственного ребёнка. За маленьким сиротой постоянно следили, не оставляли одного ни на минуту. Беспокойство и сочувствие, которое он вызывал, сыграло определённую роль в его популярности в первые годы царствования.

## Регентство

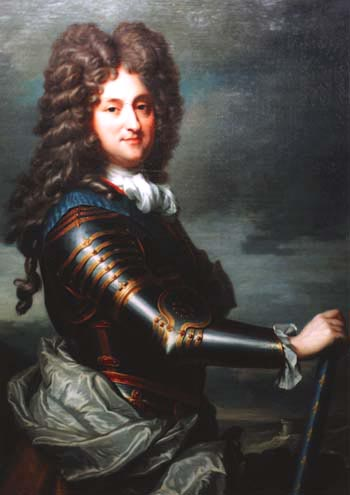
Регент Филипп Орлеанский

После смерти прадеда, Людовика XIV, 1 сентября 1715 года Людовик вступил на престол в возрасте 5 лет, под опекой регента Филиппа Орлеанского, племянника покойного короля. Внешняя политика последнего представляла реакцию против направления и политики Людовика XIV: был заключён союз с Англией, начата война с Испанией. Внутреннее управление ознаменовалось финансовыми неурядицами и введением системы Джона Ло, повлёкшей за собой сильнейший экономический кризис. Тем временем молодой король воспитывался под руководством епископа Флёри, заботившегося только о его набожности, и маршала Вильруа, который старался привязать к себе ученика, потворствуя всем его прихотям и усыпляя его разум и волю. 22 октября 1722 года двенадцатилетний Людовик был коронован в Реймсском соборе специально изготовленной для него короной. 1 октября 1723 года Людовик был объявлен совершеннолетним, но власть продолжала оставаться в руках Филиппа Орлеанского, а по смерти последнего перешла к герцогу Бурбону. Ввиду слабого здоровья Людовика и опасения, чтобы в случае его бездетной смерти его дядя испанский король Филипп V не предъявил притязания на французский престол, герцог Бурбон поспешил женить короля на Марии Лещинской, дочери экс-короля Польши Станислава Лещинского.

## Правительство кардинала де Флёри

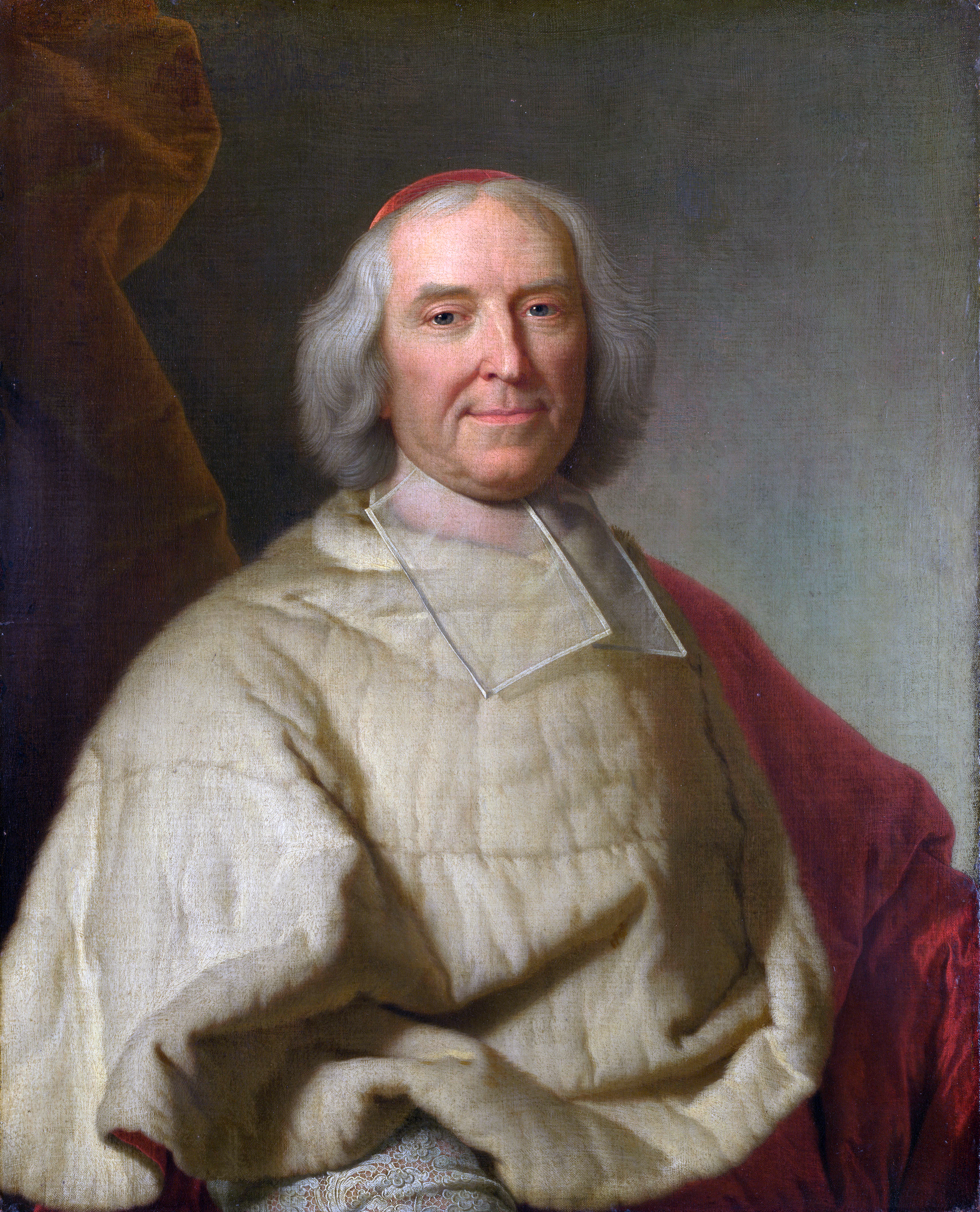
Кардинал Флёри

В 1726 году король объявил, что он берёт бразды правления в свои руки, но на самом деле власть перешла к кардиналу Флёри, который руководил страной до своей смерти в 1743 году, стараясь заглушить в Людовике всякое желание заниматься политикой.
Правление де Флёри, служившего орудием в руках духовенства, может быть характеризовано так: внутри страны — отсутствие каких бы то ни было нововведений и реформ, освобождение духовенства от уплаты повинностей и налогов, преследование янсенистов и протестантов, попытки упорядочить финансы и внести большую экономию в расходах и невозможность достигнуть этого ввиду полного невежества министра в экономических и финансовых вопросах; вне страны — тщательное устранение всего, что могло бы повести к кровавым столкновениям, и, несмотря на это, ведение двух разорительных войн, за польское наследство и за австрийское. Первая, по крайней мере, присоединила к владениям Франции Лотарингию, на престол которой был возведён тесть короля Станислав Лещинский. Вторая, начавшись в 1741 году при благоприятных условиях, велась с переменным успехом до 1748 года и закончилась Аахенским миром, по которому Франция вынуждена была уступить неприятелю все свои завоевания в Нидерландах взамен уступки Филиппу Испанскому Пармы и Пьяченцы. В Войне за австрийское наследство Людовик участвовал одно время лично, но в Меце опасно заболел. Франция, сильно встревоженная его болезнью, радостно приветствовала его выздоровление и прозвала его Возлюбленный.

## Самостоятельное правление. Попытка реформ

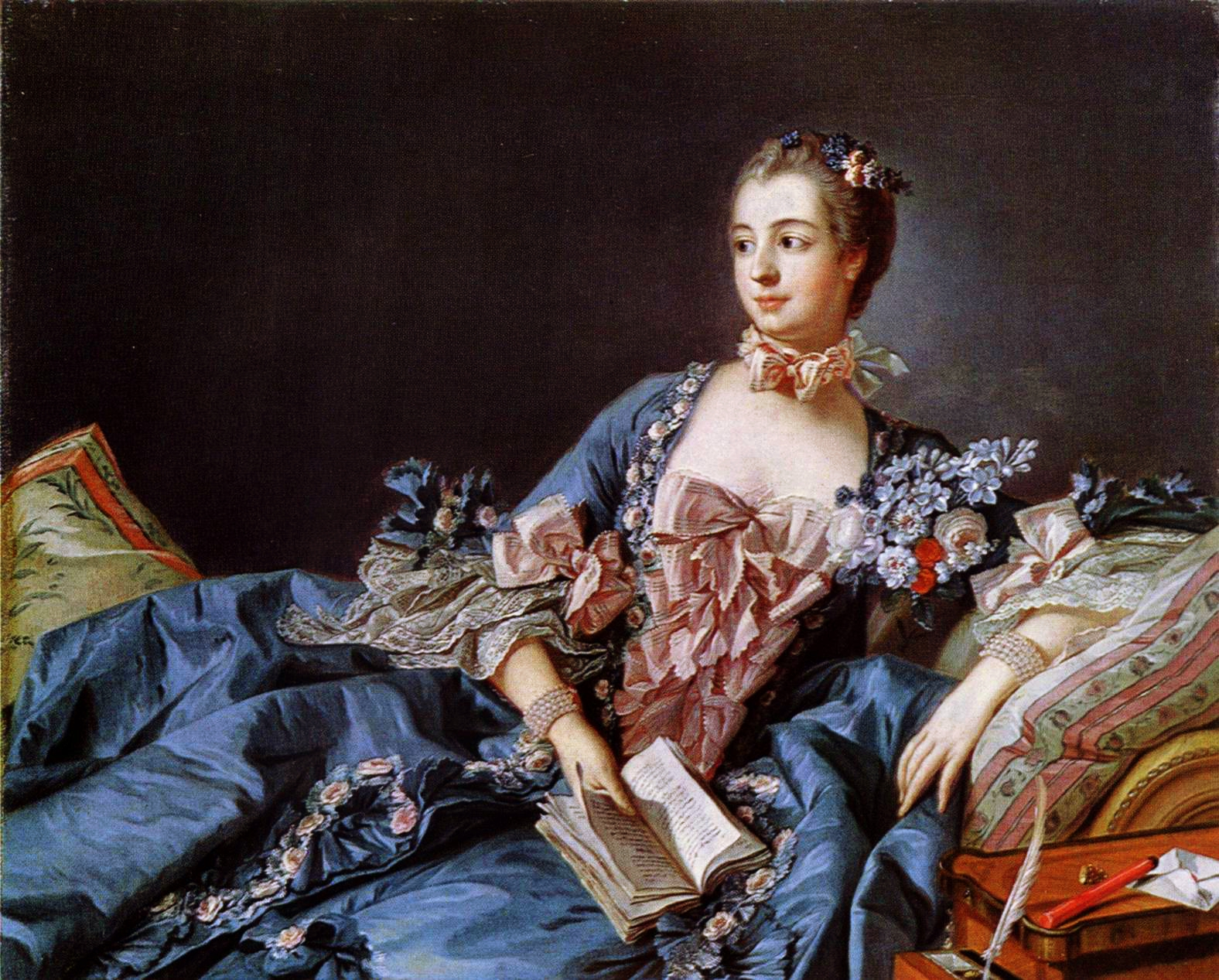
Мадам де Помпадур

Кардинал Флёри умер в начале войны, и король, вновь заявив о своём намерении самостоятельно управлять государством, никого не назначил первым министром. Ввиду неспособности Людовика заниматься делами, это имело крайне неблагоприятные для работы государства последствия: каждый из министров управлял своим министерством независимо от товарищей и внушал государю самые противоречивые решения. Сам король вёл жизнь азиатского деспота, сначала подчиняясь то той, то другой из своих любовниц, а с 1745 года попав всецело под влияние маркизы де Помпадур, искусно потворствовавшей низменным инстинктам короля и разорявшей страну своей расточительностью. Парижское население стало более враждебно относиться к королю.
В 1757 году Дамьен совершил покушение на жизнь Людовика. Бедственное состояние страны навело генерального контролёра Машо на мысль о реформе в финансовой системе: он предложил ввести подоходный налог (vingtième) на все сословия государства, в том числе и на духовенство, и стеснить право духовенства покупать недвижимые имущества ввиду того, что владения церкви освобождались от уплаты всякого рода повинностей. Духовенство восстало единодушно в защиту своих исконных прав и постаралось устроить диверсию — возбудить фанатизм населения преследованиями янсенистов и протестантов. В конце концов Машо пал; проект его остался без исполнения.

## Семилетняя война. Политический и финансовый кризис
В 1756 году вспыхнула Семилетняя война, в которой Людовик стал на сторону Австрии, традиционной противницы Франции, и (несмотря на локальные победы маршала Ришельё) после целого ряда поражений вынужден был заключить в 1763 году Парижский мир, лишивший Францию многих её колоний (между прочим — Индии, Канады) в пользу Великобритании, которая сумела воспользоваться неудачами своей соперницы, чтобы уничтожить её морское значение и разрушить её флот.
Помпадур, сменявшая по своему усмотрению полководцев и министров, поставила во главе управления герцога Шуазёля, умевшего ей угождать. Он устроил семейный договор между всеми государями Бурбонского дома и убедил короля издать указ об изгнании иезуитов. Финансовое положение страны было ужасное, дефицит громадный. Для покрытия его требовались новые налоги, но Парижский парламент в 1763 году отказался зарегистрировать их. Король принудил его к этому посредством lit de justice (верховенство королевского суда над любым другим — принцип, согласно которому, коль скоро парламент принимает решения именем короля, то в присутствии самого короля парламент не вправе что-либо предпринимать. Согласно поговорке: «Когда король приходит, судьи умолкают»). Провинциальные парламенты последовали примеру парижского: Людовик устроил второе lit de justice (1766) и объявил парламенты простыми судебными учреждениями, которые должны считать за честь повиноваться королю. Парламенты, однако, продолжали оказывать сопротивление.
После смерти в 1764 году мадам Помпадур, стало ясно, что король потерял не столько любовницу, сколько друга (последние годы их интимные отношения прекратились и маркиза, чтобы сохранить своё влияние, стала покровительствовать интрижкам короля с молоденькими девушками, ни одна из которых не могла равняться с ней умом и обаянием). Вскоре благодаря придворным интриганам он увлёкся вышедшей из бедноты куртизанкой по имени Жанна Бекю, которой был устроен брак с дворянином. Ставшая известной под именем графини Дюбарри Жанна из-за своего низкого происхождения и слухов о занятиях проституцией в юности, вызывала раздражение у всего двора, включая дофина и дофину, народ же возмущался её расточительностью. Дюбарри способствовала падению престижа короля, вмешивалась в политику, способствовала тому, что Шуазель, защитник парламентариев, был заменен на д’Эгийона, их ярого противника. Но стареющий Людовик после нескольких лет одиночества слишком дорожил любовницей и не желал её удаления.
В ночь с 19 на 20 января 1771 года, ко всем членам парламента посланы были солдаты с требованием ответить немедленно (да или нет) на вопрос: желают ли они повиноваться приказам короля. Большинство ответило отрицательно; на другой день им было объявлено, что король лишает их должностей и изгоняет, несмотря на то, что их должности были ими куплены, а сами они считались несменяемыми. Вместо парламентов установлены были новые судебные учреждения (см. Мопу), но адвокаты отказались защищать перед ними дела, а народ с глубоким негодованием отнёсся к насильственным действиям правительства.
Людовик не обращал внимания на народное недовольство: он занимался исключительно развлечениями и охотой, а когда ему указывали на опасность, угрожавшую престолу, и на бедствия народа, он отвечал: «Монархия продержится ещё, пока мы живы» («после нас хоть потоп», «après nous le déluge»). Король умер от оспы 10 мая 1774 года.

## Шкатулка Людовика XV

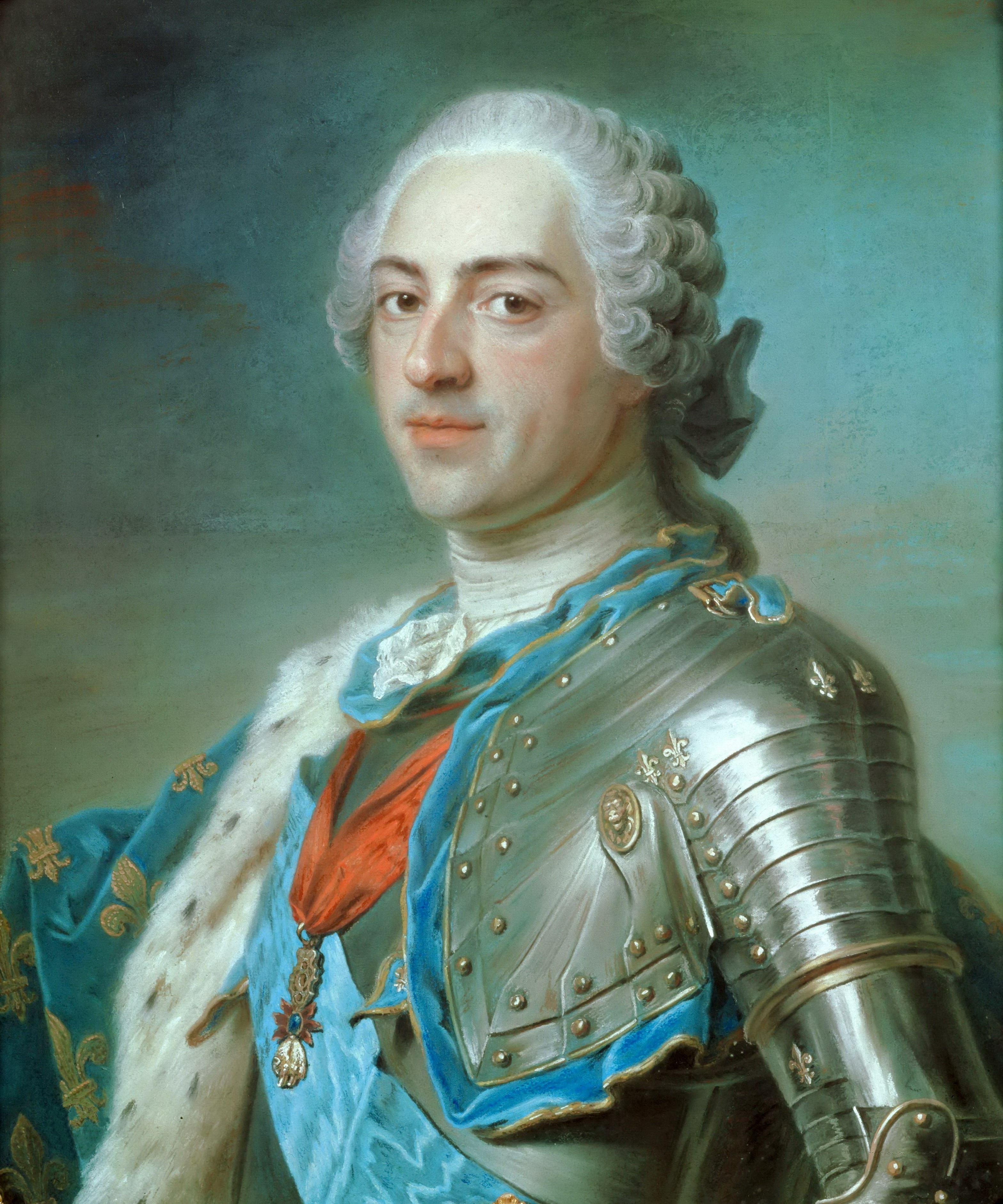
Портрет Людовика XV. Морис Кантен де Латур (1748)

После смерти монарха Людовик XVI получил и личную шкатулку покойного, известную как «дразнилка» (la chatouille), в которой было обнаружено 50 тыс. ливров. Сам этот предмет долгие годы был на устах, существовали разные оценки размера содержавшихся в ней богатств:
- Французский аббат де Вери — 12 — 15 млн франков;
- Австрийская императрица Мария Терезия — 40 млн;
- Шведский посланник граф де Крейц — 360 млн. (Если это так, то могущество Франции станет грозным для всех её врагов).

В то же время умерший монарх доверил 2 млн ливров в ценных бумагах герцогу д’Эгийону, которые тот вернул. По словам госпожи Кампан, Людовик XV также имел вклады в финансовых компаниях, которые достались его преемнику.

## Оценки
Существует мнение, что Людовик XV был не самым выдающимся из французских королей. Политика его была неэффективна, а подданные презирали его как коррумпированного сибарита, который привел Францию к экономическому и военному краху; празднование его смерти в 1774 г. стало предвестником Французской революции.

## Семья и дети

### Брак и дети

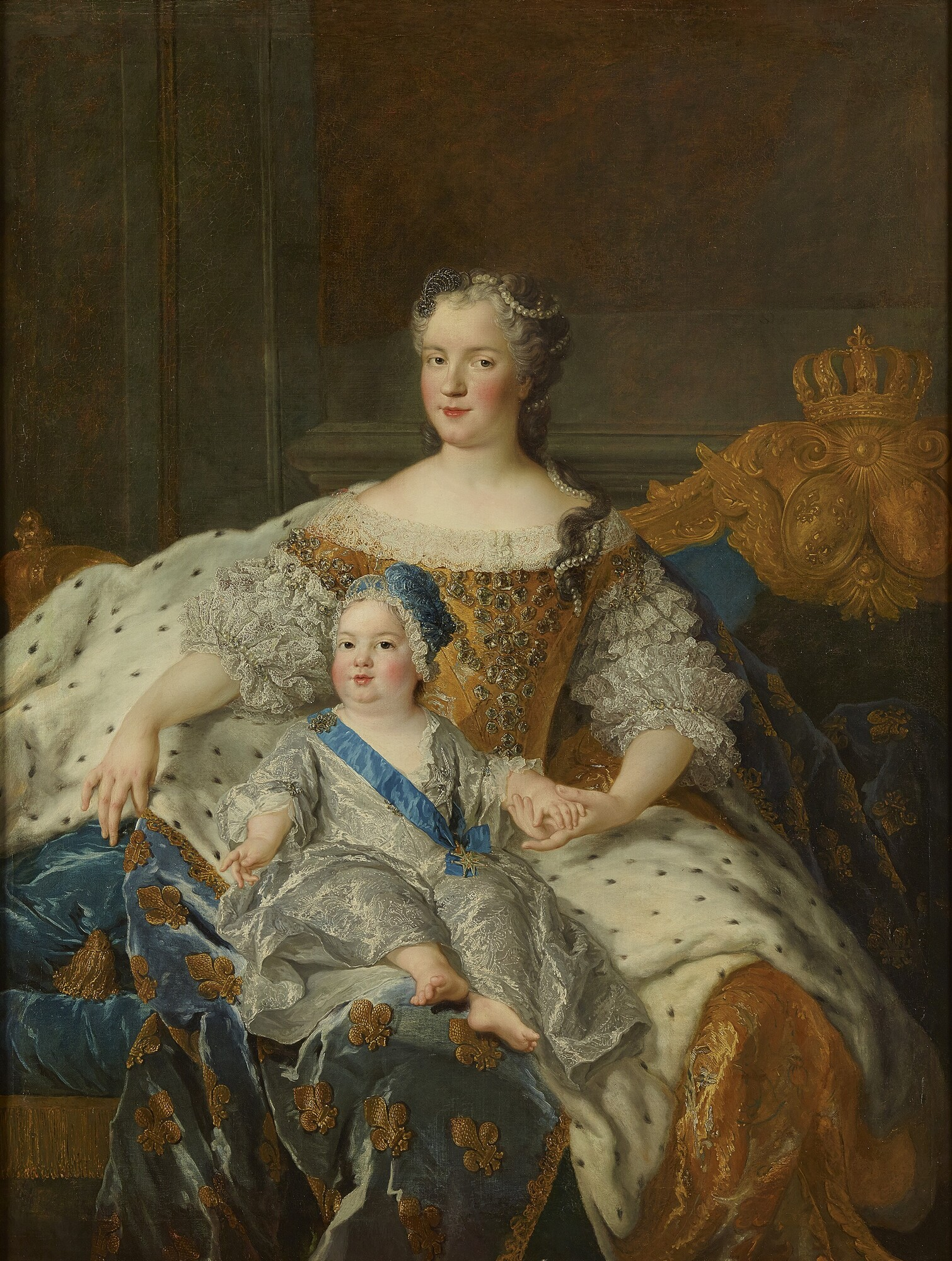
Мария Лещинская и дофин Людовик

4 сентября 1725 года 15-летний Людовик женился на 22-летней Марии Лещинской (1703—1768), дочери   Станислава Лещинского,  впоследствии короля Польского и Великого князя Литовского. У них было 13 детей, из которых 1 сын и 6 дочерей дожили до взрослого возраста. Лишь одна, самая старшая из дочерей, вышла замуж. Младшие незамужние дочери короля опекали своих осиротевших племянников, детей дофина, и после вступления старшего из них, Людовика XVI, на престол были известны как «Госпожи Тётки» (фр. Mesdames les Tantes).
1. Выкидыш (1726)
2. Мария Луиза Елизавета (14 августа 1727 — 6 декабря 1759) — жена Филиппа, герцога Пармского.
3. Генриетта Анна (14 августа 1727 — 10 февраля 1752) — к которой неудачно сватался внук Регента Луи-Филипп Орлеанский.
4. Мария Луиза (28 июля 1728 — 19 февраля 1733).
5. Людовик Фердинанд (4 сентября 1729 — 20 декабря 1765) — дофин, отец Людовика XVI, Людовика XVIII и Карла X.
6. Филипп (30 августа 1730 — 7 апреля 1733) — герцог Анжуйский.
7. Аделаида (23 марта 1732 — 27 февраля 1800).
8. Виктория (11 мая 1733 — 7 июня 1799).
9. София (27 июля 1734 — 3 марта 1782).
10. Сын (25 марта 1735)
11. Тереза Фелисите (16 мая 1736 — 28 сентября 1744).
12. Мария Луиза (15 июля 1737 — 23 декабря 1787).
13. Выкидыш (1738)

У г-жи де Помпадур была умершая в детстве дочь Александрина-Жанна д’Этиоль (1744—1754), которая могла быть внебрачной дочерью короля. По некоторой версии, девочка была отравлена придворными ненавистниками мадам де Помпадур.

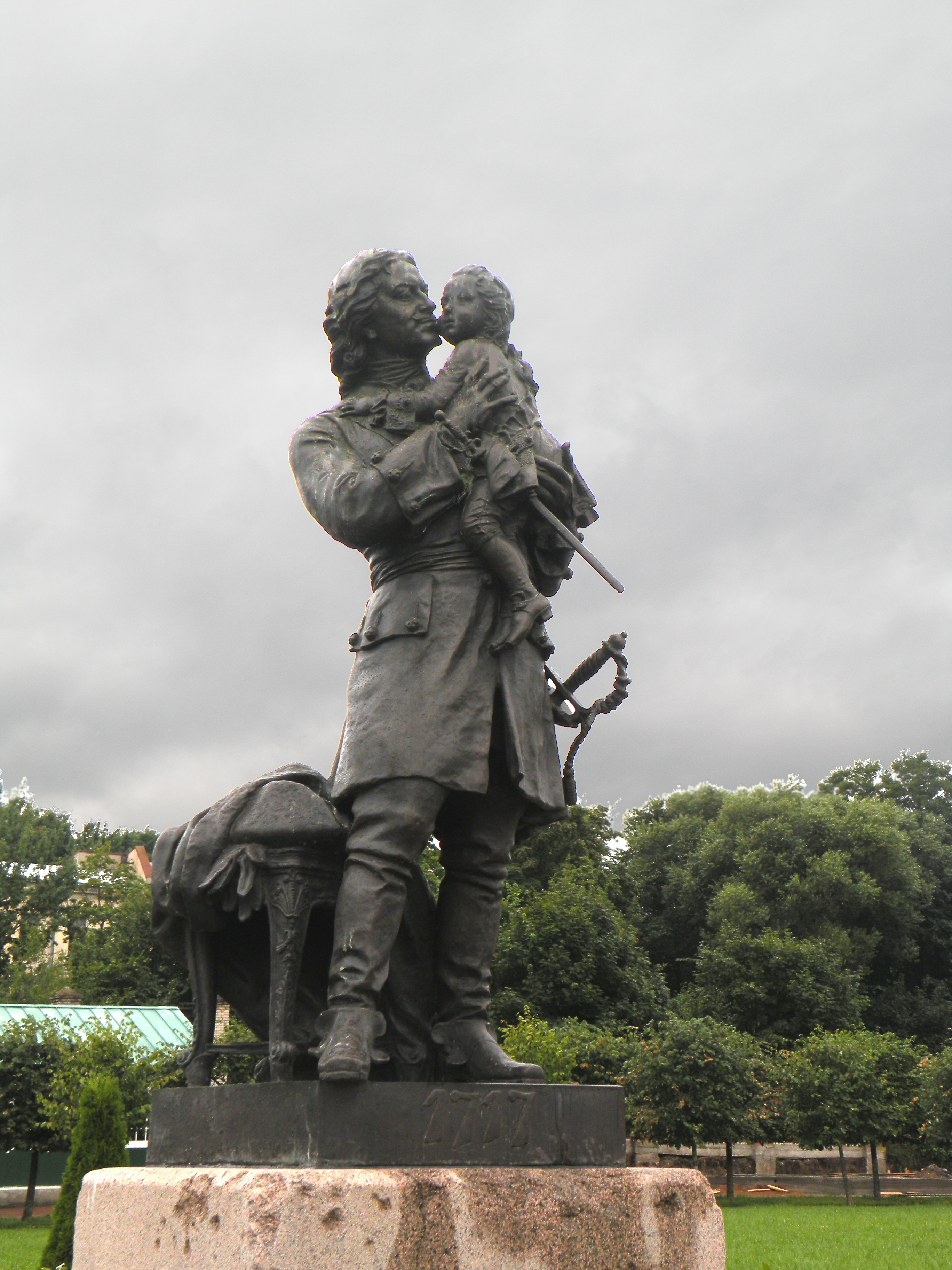
Пётр Великий «держит на руках всю Францию»

Помимо жены и официальной фаворитки Людовик располагал целым «гаремом» любовниц, которых держали в поместье «Олений парк» и других местах. При этом многих фавориток готовили к этому ещё с подросткового возраста, так как король предпочитал «неразвращённых» девушек, а также опасался венерических болезней. В дальнейшем их выдавали замуж с выделением приданого.

## Памятник в Петергофе
13 сентября 2005 года в Нижнем парке Петергофа состоялось открытие воссозданного памятника основателю города Петру I, приуроченное к 300-летию Петергофа. 
Нынешняя композиция воспроизводит утраченную в годы Великой Отечественной войны скульптурную группу «Пётр I с малолетним Людовиком XV на руках» работы Леопольда Бернштама, установленную в 1902 году. Произведение воссоздано скульптором Николаем Карлыхановым по уменьшенной бронзовой модели, приобретённой императором Николаем II у Бернштама. Скульптура иллюстрирует визит российского Петра во Францию в 1717 году, когда он поднял на руки малолетнего французского короля и произнёс: «В моих руках — вся Франция».

## В культуре

### Кинематограф
- 1924 — «Месье Бокер[англ.]» (США). В роли Людовика XV — Лоуэлл Шерман
- 1938 — «Мария Антуанетта» (США). В роли Людовика XV — Джон Берримор
- 1938 — «Вернёмся на Елисейские поля[фр.]» (Франция). В роли Людовика XV — Саша Гитри
- 1952 — «Фанфан-тюльпан» (Франция). В роли Людовика XV — Марсель Эрран
- 1953 — «Тайны Версаля» (Франция). В роли Людовика XV — Жан Маре
- 1955 — «Наполеон: путь к вершине» (Франция, Италия). В роли Людовика XV — Морис Эсканд[фр.]
- 1956 — «Мария-Антуанетта — королева Франции» (Франция, Италия). В роли Людовика XV — Эме Кларион
- 1979 — «The Rose of Versailles» (аниме-сериал)
- 1987 — «Казанова» (телефильм) (Великобритания, США, ФРГ, Италия). В роли Людовика — Жан-Пьер Кассель
- 2003 — «Фанфан-тюльпан» (Франция). В роли Людовика XV — Дидье Бурдон
- «Доктор Кто»; 2-й сезон — 4-я серия (2005 — настоящее время)
- 2006 — «Жанна Пуассон, маркиза де Помпадур»[фр.] (Франция). В роли Людовика XV — Венсан Перес
- 2006 — «Мария-Антуанетта», в роли Людовика XV — Рип Торн
- 2006 — «Мария-Антуанетта. Подлинная история» (2006, Канада-Франция), в роли Людовика XV — Пол Савой
- 2006—2007 — «Шевалье д’Эон» (аниме-сериал)
- 2009 — «Людовик XV: Чёрное солнце»[фр.] (Франция). В роли Людовика XV — Стэнли Вебер
- «Чужестранка (телесериал)»; 2-й сезон. (2014 — настоящее время)
- «Николя ле Флок»; 1 — 6 сезон (2008—2018). В роли Людовика XV — Пьер Ремунд (Pierre Remund)
- 2017 — «Обмен принцессами», в роли Людовика XV — Игорь ван Дессель
- 2023 — «Жанна Дюбарри» (Франция), в роли Людовика XV — Джонни Депп